# Cornukaempferia aurantiflora
Cornukaempferia aurantiflora är en enhjärtbladig växtart som beskrevs av John Donald Mood och Kai Larsen. Cornukaempferia aurantiflora ingår i släktet Cornukaempferia och familjen Zingiberaceae. Inga underarter finns listade i Catalogue of Life.